# Hymn for the Weekend
"Hymn for the Weekend" is een nummer van de Britse rockband Coldplay samen met Beyoncé. Het werd uitgegeven op 25 januari 2016 als de tweede single van hun album, A Head Full of Dreams (2015), waar het de derde track is.

## Achtergrondinformatie
Het nummer werd voor het eerst op de radio gedraaid in de BBC-show van Annie Mac op 30 november 2015. Beyoncé, die al lange tijd met Chris Martin bevriend was, werd gevraagd of ze mee wilde zingen op het nummer. Het nummer is mede-geproduceerd door de Zweedse muziekproducent Avicii.

## Videoclip
Volgens The Times of India, werd de videoclip in oktober 2015 in verschillende Indiase steden opgenomen. Onder die steden waren Varanasi; Worli Village, Mumbai en Kolkata. Het fort dat in het begin van de clip te zien is, is het zogenaamde Bassein Fort in Vasai, Mumbai. De clip werd opgenomen door Ben Mor, en werd op 29 januari 2016 uitgegeven. In de video zijn ook Beyoncé en de Indiase actrice Sonam Kapoor te zien.
Wel wordt geopperd dat de clip te clichéachtig zou zijn.

## Schrijvers
Overgenomen van de voetnoten van de cd A Head Full of Dreams.
Coldplay
- Guy Berryman – basgitaar
- Jonny Buckland – elektrische gitaar
- Will Champion – drums, drum pad, percussie, achtergrondzang
- Chris Martin – vocals, piano, akoestische gitaar

Overige muzikanten
- Tim Bergling ( Avicii) – programmering
- Regiment Horns – compositionering
- Beyoncé – vocals

## Tracklijst
| Nr. | Titel                | Duur |
| --- | -------------------- | ---- |
| 1.  | Hymn for the Weekend | 4:18 |

| Nr. | Titel                             | Duur |
| --- | --------------------------------- | ---- |
| 1.  | Hymn for the Weekend (radio edit) | 4:00 |

| Nr. | Titel                             | Duur |
| --- | --------------------------------- | ---- |
| 1.  | Hymn for the Weekend (SeeB remix) | 3:32 |

## Hitnoteringen

### Nederlandse Top 40
| Hitnotering: 20-02-2016 t/m 10-06-2016 | Hitnotering: 20-02-2016 t/m 10-06-2016 | Hitnotering: 20-02-2016 t/m 10-06-2016 | Hitnotering: 20-02-2016 t/m 10-06-2016 | Hitnotering: 20-02-2016 t/m 10-06-2016 | Hitnotering: 20-02-2016 t/m 10-06-2016 | Hitnotering: 20-02-2016 t/m 10-06-2016 | Hitnotering: 20-02-2016 t/m 10-06-2016 | Hitnotering: 20-02-2016 t/m 10-06-2016 | Hitnotering: 20-02-2016 t/m 10-06-2016 | Hitnotering: 20-02-2016 t/m 10-06-2016 | Hitnotering: 20-02-2016 t/m 10-06-2016 | Hitnotering: 20-02-2016 t/m 10-06-2016 | Hitnotering: 20-02-2016 t/m 10-06-2016 | Hitnotering: 20-02-2016 t/m 10-06-2016 | Hitnotering: 20-02-2016 t/m 10-06-2016 | Hitnotering: 20-02-2016 t/m 10-06-2016 | Hitnotering: 20-02-2016 t/m 10-06-2016 | Hitnotering: 20-02-2016 t/m 10-06-2016 |
| Week:                                  | 1                                      | 2                                      | 3                                      | 4                                      | 5                                      | 6                                      | 7                                      | 8                                      | 9                                      | 10                                     | 11                                     | 12                                     | 13                                     | 14                                     | 15                                     | 16                                     | 17                                     |                                        |
| -------------------------------------- | -------------------------------------- | -------------------------------------- | -------------------------------------- | -------------------------------------- | -------------------------------------- | -------------------------------------- | -------------------------------------- | -------------------------------------- | -------------------------------------- | -------------------------------------- | -------------------------------------- | -------------------------------------- | -------------------------------------- | -------------------------------------- | -------------------------------------- | -------------------------------------- | -------------------------------------- | -------------------------------------- |
| Positie:                               | 33                                     | 22                                     | 17                                     | 14                                     | 13                                     | 12                                     | 11                                     | 15                                     | 18                                     | 18                                     | 19                                     | 20                                     | 20                                     | 22                                     | 23                                     | 33                                     | 38                                     | uit                                    |

### NederlandseSingle Top 100
| Hitnotering: (Week 1) 19-12-2015 Hitnotering: (Week 2 t/m 48) 06-02-2016 t/m 24-12-2016 Hitnotering: (Week 49 t/m 52) 07-01-2017 t/m 28-01-2017 | Hitnotering: (Week 1) 19-12-2015 Hitnotering: (Week 2 t/m 48) 06-02-2016 t/m 24-12-2016 Hitnotering: (Week 49 t/m 52) 07-01-2017 t/m 28-01-2017 | Hitnotering: (Week 1) 19-12-2015 Hitnotering: (Week 2 t/m 48) 06-02-2016 t/m 24-12-2016 Hitnotering: (Week 49 t/m 52) 07-01-2017 t/m 28-01-2017 | Hitnotering: (Week 1) 19-12-2015 Hitnotering: (Week 2 t/m 48) 06-02-2016 t/m 24-12-2016 Hitnotering: (Week 49 t/m 52) 07-01-2017 t/m 28-01-2017 | Hitnotering: (Week 1) 19-12-2015 Hitnotering: (Week 2 t/m 48) 06-02-2016 t/m 24-12-2016 Hitnotering: (Week 49 t/m 52) 07-01-2017 t/m 28-01-2017 | Hitnotering: (Week 1) 19-12-2015 Hitnotering: (Week 2 t/m 48) 06-02-2016 t/m 24-12-2016 Hitnotering: (Week 49 t/m 52) 07-01-2017 t/m 28-01-2017 | Hitnotering: (Week 1) 19-12-2015 Hitnotering: (Week 2 t/m 48) 06-02-2016 t/m 24-12-2016 Hitnotering: (Week 49 t/m 52) 07-01-2017 t/m 28-01-2017 | Hitnotering: (Week 1) 19-12-2015 Hitnotering: (Week 2 t/m 48) 06-02-2016 t/m 24-12-2016 Hitnotering: (Week 49 t/m 52) 07-01-2017 t/m 28-01-2017 | Hitnotering: (Week 1) 19-12-2015 Hitnotering: (Week 2 t/m 48) 06-02-2016 t/m 24-12-2016 Hitnotering: (Week 49 t/m 52) 07-01-2017 t/m 28-01-2017 | Hitnotering: (Week 1) 19-12-2015 Hitnotering: (Week 2 t/m 48) 06-02-2016 t/m 24-12-2016 Hitnotering: (Week 49 t/m 52) 07-01-2017 t/m 28-01-2017 | Hitnotering: (Week 1) 19-12-2015 Hitnotering: (Week 2 t/m 48) 06-02-2016 t/m 24-12-2016 Hitnotering: (Week 49 t/m 52) 07-01-2017 t/m 28-01-2017 | Hitnotering: (Week 1) 19-12-2015 Hitnotering: (Week 2 t/m 48) 06-02-2016 t/m 24-12-2016 Hitnotering: (Week 49 t/m 52) 07-01-2017 t/m 28-01-2017 | Hitnotering: (Week 1) 19-12-2015 Hitnotering: (Week 2 t/m 48) 06-02-2016 t/m 24-12-2016 Hitnotering: (Week 49 t/m 52) 07-01-2017 t/m 28-01-2017 | Hitnotering: (Week 1) 19-12-2015 Hitnotering: (Week 2 t/m 48) 06-02-2016 t/m 24-12-2016 Hitnotering: (Week 49 t/m 52) 07-01-2017 t/m 28-01-2017 | Hitnotering: (Week 1) 19-12-2015 Hitnotering: (Week 2 t/m 48) 06-02-2016 t/m 24-12-2016 Hitnotering: (Week 49 t/m 52) 07-01-2017 t/m 28-01-2017 | Hitnotering: (Week 1) 19-12-2015 Hitnotering: (Week 2 t/m 48) 06-02-2016 t/m 24-12-2016 Hitnotering: (Week 49 t/m 52) 07-01-2017 t/m 28-01-2017 | Hitnotering: (Week 1) 19-12-2015 Hitnotering: (Week 2 t/m 48) 06-02-2016 t/m 24-12-2016 Hitnotering: (Week 49 t/m 52) 07-01-2017 t/m 28-01-2017 | Hitnotering: (Week 1) 19-12-2015 Hitnotering: (Week 2 t/m 48) 06-02-2016 t/m 24-12-2016 Hitnotering: (Week 49 t/m 52) 07-01-2017 t/m 28-01-2017 | Hitnotering: (Week 1) 19-12-2015 Hitnotering: (Week 2 t/m 48) 06-02-2016 t/m 24-12-2016 Hitnotering: (Week 49 t/m 52) 07-01-2017 t/m 28-01-2017 | Hitnotering: (Week 1) 19-12-2015 Hitnotering: (Week 2 t/m 48) 06-02-2016 t/m 24-12-2016 Hitnotering: (Week 49 t/m 52) 07-01-2017 t/m 28-01-2017 | Hitnotering: (Week 1) 19-12-2015 Hitnotering: (Week 2 t/m 48) 06-02-2016 t/m 24-12-2016 Hitnotering: (Week 49 t/m 52) 07-01-2017 t/m 28-01-2017 |
| Week: | 1 | | 2 | 3 | 4 | 5 | 6 | 7 | 8 | 9 | 10 | 11 | 12 | 13 | 14 | 15 | 16 | 17 | 18 | 19 |
| --- | --- | --- | --- | --- | --- | --- | --- | --- | --- | --- | --- | --- | --- | --- | --- | --- | --- | --- | --- | --- |
| Positie: | 66 | uit | 67 | 45 | 40 | 27 | 20 | 19 | 18 | 18 | 19 | 22 | 22 | 24 | 24 | 28 | 33 | 35 | 38 | 36 |
| Week: | 20 | 21 | 22 | 23 | 24 | 25 | 26 | 27 | 28 | 29 | 30 | 31 | 32 | 33 | 34 | 35 | 36 | 37 | 38 | 39 |
| Positie: | 37 | 40 | 41 | 24 | 24 | 20 | 16 | 17 | 17 | 20 | 26 | 25 | 27 | 29 | 32 | 37 | 49 | 48 | 53 | 58 |
| Week: | 40 | 41 | 42 | 43 | 44 | 45 | 46 | 47 | 48 | | 49 | 50 | 51 | 52 | | | | | | |
| Positie: | 52 | 63 | 66 | 72 | 65 | 83 | 78 | 88 | 82 | uit | 70 | 85 | 91 | 94 | uit | | | | | |

### NederlandseMega Top 50
| Hitnotering: 06-02-2016 t/m 24-09-2016 | Hitnotering: 06-02-2016 t/m 24-09-2016 | Hitnotering: 06-02-2016 t/m 24-09-2016 | Hitnotering: 06-02-2016 t/m 24-09-2016 | Hitnotering: 06-02-2016 t/m 24-09-2016 | Hitnotering: 06-02-2016 t/m 24-09-2016 | Hitnotering: 06-02-2016 t/m 24-09-2016 | Hitnotering: 06-02-2016 t/m 24-09-2016 | Hitnotering: 06-02-2016 t/m 24-09-2016 | Hitnotering: 06-02-2016 t/m 24-09-2016 | Hitnotering: 06-02-2016 t/m 24-09-2016 | Hitnotering: 06-02-2016 t/m 24-09-2016 | Hitnotering: 06-02-2016 t/m 24-09-2016 | Hitnotering: 06-02-2016 t/m 24-09-2016 | Hitnotering: 06-02-2016 t/m 24-09-2016 | Hitnotering: 06-02-2016 t/m 24-09-2016 | Hitnotering: 06-02-2016 t/m 24-09-2016 | Hitnotering: 06-02-2016 t/m 24-09-2016 | Hitnotering: 06-02-2016 t/m 24-09-2016 |
| Week:                                  | 1                                      | 2                                      | 3                                      | 4                                      | 5                                      | 6                                      | 7                                      | 8                                      | 9                                      | 10                                     | 11                                     | 12                                     | 13                                     | 14                                     | 15                                     | 16                                     | 17                                     | 18                                     |
| -------------------------------------- | -------------------------------------- | -------------------------------------- | -------------------------------------- | -------------------------------------- | -------------------------------------- | -------------------------------------- | -------------------------------------- | -------------------------------------- | -------------------------------------- | -------------------------------------- | -------------------------------------- | -------------------------------------- | -------------------------------------- | -------------------------------------- | -------------------------------------- | -------------------------------------- | -------------------------------------- | -------------------------------------- |
| Positie:                               | 50                                     | 30                                     | 12                                     | 16                                     | 17                                     | 22                                     | 12                                     | 11                                     | 15                                     | 17                                     | 13                                     | 16                                     | 14                                     | 17                                     | 20                                     | 21                                     | 22                                     | 17                                     |
| Week:                                  | 19                                     | 20                                     | 21                                     | 22                                     | 23                                     | 24                                     | 25                                     | 26                                     | 27                                     | 28                                     | 29                                     | 30                                     | 31                                     | 32                                     | 33                                     | 34                                     |                                        |                                        |
| Positie:                               | 19                                     | 23                                     | 26                                     | 16                                     | 23                                     | 26                                     | 25                                     | 30                                     | 31                                     | 31                                     | 36                                     | 42                                     | 47                                     | 49                                     | 49                                     | 49                                     | uit                                    |                                        |

### NPO Radio 2 Top 2000
| Nummer met noteringen in de NPO Radio 2 Top 2000 | '16 | '17 | '18 | '19  | '20  | '21  | '22  | '23  | '24  |
| ------------------------------------------------ | --- | --- | --- | ---- | ---- | ---- | ---- | ---- | ---- |
| Hymn for the Weekend                             | 522 | 792 | 902 | 1093 | 1246 | 1376 | 1009 | 1054 | 1013 |

1. ↑  Een vetgedrukt getal geeft de hoogste notering aan.
2. ↑  2016 was het eerste jaar met een notering voor dit nummer.